# پالرمو (اویلا)
پالرمو (اویلا) (به اسپانیایی: Palermo, Huila) یک سکونتگاه مسکونی در کلمبیا است که در بوگوتا واقع شده‌است.

## خصوصیات
پالرمو ۹۲٫۲۹ کیلومترمربع مساحت و ۲۷٬۲۱۷ نفر جمعیت دارد.

## خواهرخوانده
شهر پالرمو خواهرخواندهٔ پالرمو (اویلا) هست.